# تد تایلور
تد تایلور (به انگلیسی: Ted Taylor) بازیکن فوتبال زادهٔ ۷ مارس ۱۸۸۷ اهل کشور انگلستان بود که سابقهٔ بازی در تیم ملی فوتبال انگلستان را در کارنامهٔ خود دارد. وی در تاریخ ۲۱ اکتبر ۱۹۲۲ نخستین بازی ملی خود را در مقابل تیم ملی فوتبال ایرلند شمالی انجام داد و با حضور در ۸ بازی ملی، در تاریخ ۱۷ آوریل ۱۹۲۶ واپسین بازی ملی‌اش را در برابر تیم ملی فوتبال اسکاتلند برگزار کرد.